# Adrian Smith
Adrian Frederick Smith (Hackney, Londres, 27 de febrero de 1957) es un guitarrista y cantante británico, principalmente conocido por su trabajo con la banda de heavy metal Iron Maiden. También ha tenido una destacada participación como compositor, tanto en sus trabajos como solista, así como en Iron Maiden junto al bajista Steve Harris.
Smith creció en Camden, Londres y se interesó en la música rock a los quince años. Pronto formó una amistad con el futuro guitarrista de Iron Maiden, Dave Murray, quien lo inspiró a tocar la guitarra. Después de dejar la escuela a los 16 años, formó una banda llamada Urchin, que encabezó hasta su disolución en 1980. Se unió a Iron Maiden en noviembre de ese mismo año, sustituyendo a Dennis Stratton. Tras un proyecto en solitario de corta duración llamado ASAP, dejó Iron Maiden en 1990 y formó un grupo llamado Psycho Motel. En 1997 se unió a la banda de Bruce Dickinson, quien en esa época se encontraba apartado de Iron Maiden. Ambos, Smith y Dickinson, regresaron a Iron Maiden en 1999. En 2011 formó una banda llamada Primal Rock Rebellion.
Adrian es reconocido por su sobriedad, elegancia y pulcritud en la ejecución del instrumento, y junto a Dave Murray conformaron uno de los dúos de guitarra más reconocidos e influyentes en la historia del heavy metal. Smith también se ha destacado en la composición, aportando canciones que se convirtieron en grandes éxitos para Iron Maiden como 2 Minutes to Midnight, Wasted Years, Stranger in a Strange Land, The Evil That Men Do, The Wicker Man y Speed of Light.

## Biografía

### Inicios y Urchin: 1957-1980
Nacido en Hackney, Smith fue criado en Clapton. A los quince años compró su primer álbum, Machine Head de Deep Purple. Mientras estaba en el colegio hizo amistad con Dave Murray, con quien formó una banda llamada Stone Free, que consistía en Murray en la guitarra, Dave McCloughlin en los bongós y Smith como cantante. Al percatarse de la atención que generaba Murray en las mujeres, Smith decidió convertirse en guitarrista, practicando en una vieja guitarra española de su hermano antes de comprarle al propio Murray una guitarra Top 20 de Woolworth's por cinco libras. Sus primeras influencias en la guitarra incluyen a Johnny Winter y Pat Travers, quienes, según él mismo afirma, hicieron de él un "guitarrista melódico" antes que un "vendedor de velocidad o shredder", ya que "fue inspirado más por el blues que por el metal".
Luego de dejar el colegio tras recibir el certificado ordinario de educación, Smith formó su propia banda, Evil Ways, incluyendo a Dave Murray en la guitarra. La banda luego sería rebautizada como Urchin. Con esta formación, Smith comenzó a escribir su propio material, incluyendo "22 Acacia Avenue", canción que luego aparecería en el disco de Iron Maiden The Number of The Beast (1982). En este punto, Murray abandona la banda para unirse a Iron Maiden y Urchin firma con DJM Records publicando su primer sencillo, "Black Leather Fantasy" en 1977. Poco tiempo después Murray retornó a Urchin para el lanzamiento de su siguiente sencillo, "She's a Roller" ya que había sido despedido de Iron Maiden tras una pelea con el cantante Dennis Wilcock. A Smith también se le ofreció un lugar en Iron Maiden mientras la banda estaba en proceso de firmar con EMI en 1979, pero rechazó la oferta para continuar con su propia banda, decisión de la cual se arrepintió más tarde tras la disolución de Urchin en 1980. Sin banda, Smith audicionó para Iron Maiden exitosamente y debutó con la banda en un programa de televisión alemán, antes de iniciar una gira por el Reino Unido y grabar el álbum Killers, publicado en 1981.

### Primera etapa en Iron Maiden: 1980-1990

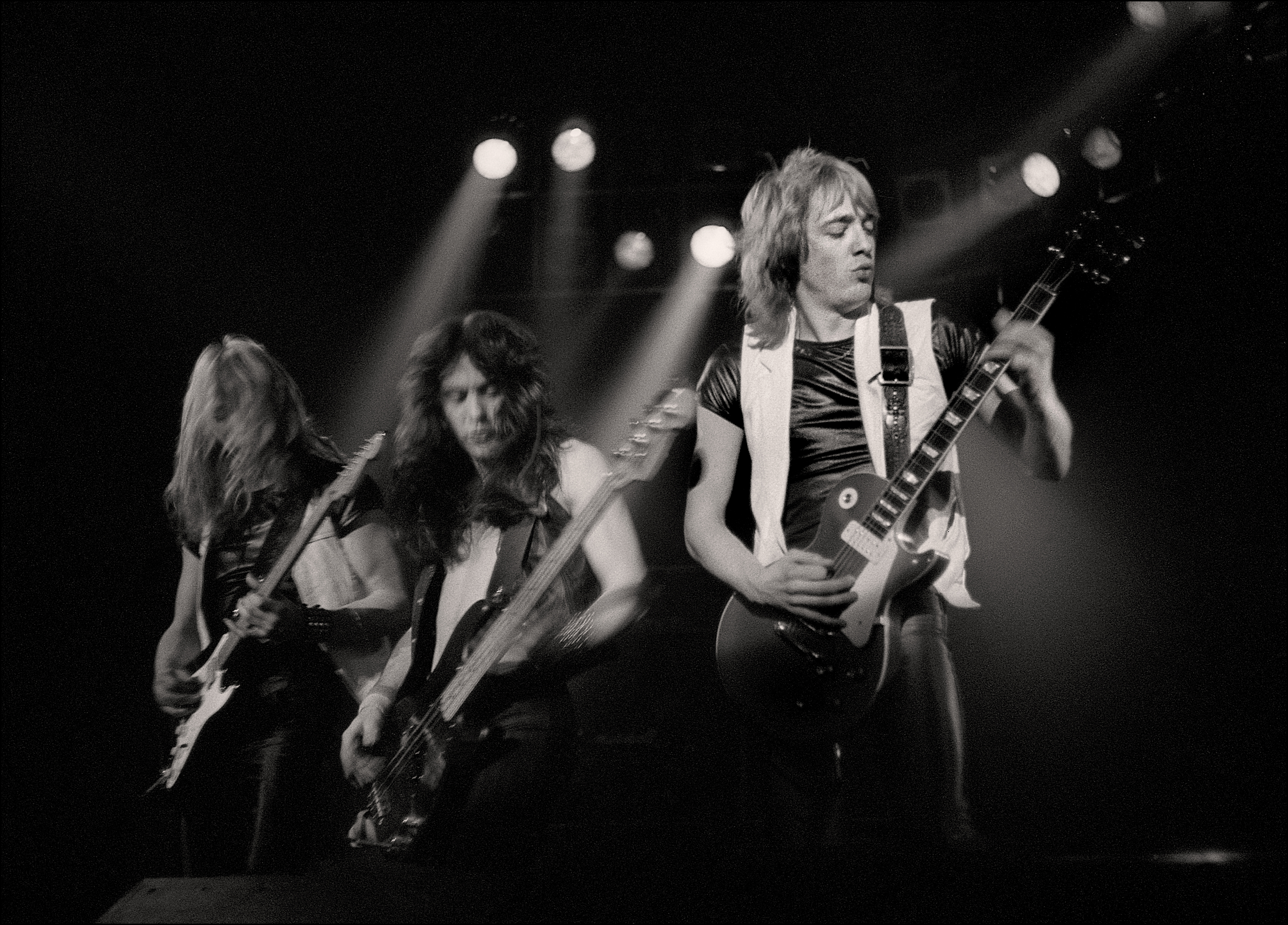
Smith (derecha) con Iron Maiden en 1980.

Las primeras canciones de Adrian compuestas para Iron Maiden aparecen en el álbum de 1982 The Number of the Beast. Smith coescribió las canciones "Gangland" y "The Prisoner", al igual que la previamente mencionada "22 Acacia Avenue". Junto a Bruce Dickinson escribió tres canciones para el siguiente álbum de la agrupación, Piece of Mind.
Smith y Dave Murray adoptaron un particular estilo, creando lo que en AllMusic se denomina como "el ataque de guitarras gemelas más formidable de la escena heavy metal, junto a Glenn Tipton y K. K. Downing de Judas Priest". Smith, junto al bajista Steve Harris, también se encargaba de aportar los coros en algunas canciones, incluso convirtiéndose en el vocalista principal en la canción "Reach Out", incluida como lado B del sencillo "Wasted Years", con Bruce Dickinson en los coros. Escrita originalmente por el guitarrista Dave Colwell, con el que había trabajado en un proyecto llamado The Entire Population of Hackney, Smith cantó de nuevo "Reach Out" en el álbum solista de Colwell Guitars, Beers & Tears, publicado en 2010.

### Salida de Iron Maiden y otros proyectos: 1989-1999
Mientras Iron Maiden disfrutaba de un pequeño descanso en 1989 tras la extensa gira promocional del álbum Seventh Son of a Seventh Son, Smith formó una banda llamada ASAP (Adrian Smith And Project) y grabó un álbum titulado Silver and Gold, el cual fue un fracaso en términos comerciales a pesar de contar con una gira promocional. Tras la decisión de Steve Harris de darle a Iron Maiden un sonido más tradicional alejándose del estilo experimental de sus últimas producciones, Smith abandonó la agrupación tras confesarle a Harris que no se sentía cómodo. Como resultado, fue reemplazado por el guitarrista Janick Gers para la grabación del disco No Prayer for the Dying. La canción "Hooks in You", escrita por Adrian junto a Bruce Dickinson, fue incluida en el mencionado álbum.
Tras su salida de Iron Maiden, Smith inició una familia con su esposa canadiense Nathalie y no volvió a tocar la guitarra hasta que fue invitado por Iron Maiden en el escenario de Donington Park en 1992 para tocar la canción "Running Free". Ese mismo año, tras escuchar por primera vez material de la banda de metal progresivo estadounidense King's X, decidió que quería formar una banda que tuviera un sonido similar. Fundó la agrupación The Untouchables, que finalmente se convirtió en Psycho Motel. La banda grabó dos álbumes, State of Mind en 1996 y Welcome to the World en 1997. Durante la gira promocional de este último disco compartió escenario en algunas fechas con Iron Maiden en su gira The X Factour. En 1997 Smith fue contactado por Bruce Dickinson para participar en la grabación de su álbum como solista, Accident of Birth. Tras la buena recepción que tuvo el disco, Adrian se convirtió en un miembro permanente de la banda de Dickinson, embarcándose en una gira mundial y regresando al estudio en 1998 para la grabación del disco The Chemical Wedding.

### Regreso a Iron Maiden: 1999–presente

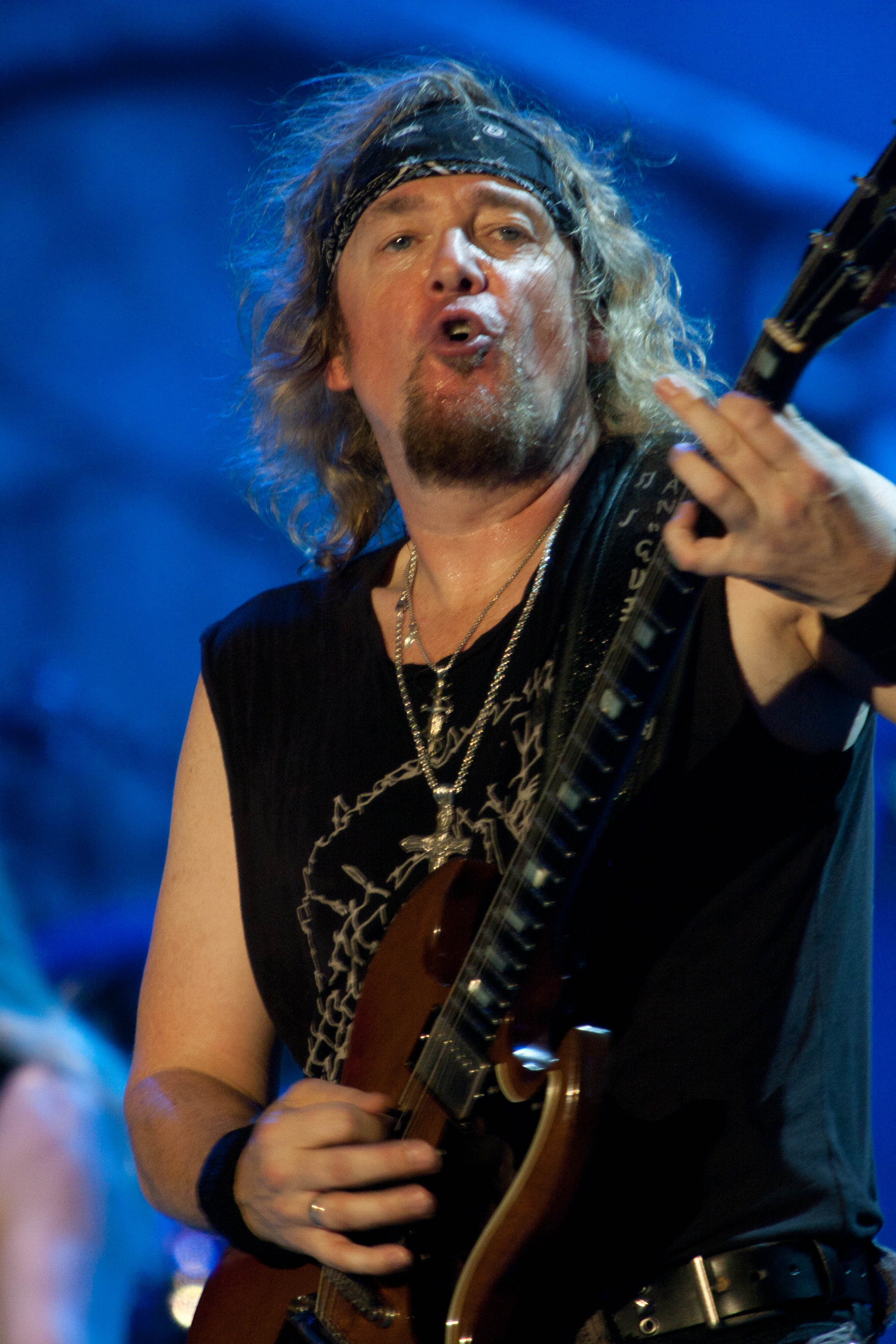
Adrian Smith en 2010.

En 1999 Smith retornó a Iron Maiden junto al cantante Bruce Dickinson, quien se refirió a su regreso de la siguiente manera: "No hubiera regresado a Iron Maiden sin Adrian. No creo que pudiéramos estar completos sin él, y ahora es genial estar en una banda con tres guitarristas." La banda se embarcó en la gira promocional del recopilatorio Ed Hunter y entró al estudio para grabar el álbum Brave New World bajo la producción de Kevin Shirley.
Actualmente Adrian sigue siendo miembro de Iron Maiden, banda con la que ha grabado otros cinco álbumes de estudio, Dance of Death (2003), A Matter of Life and Death (2006), The Final Frontier (2010), The Book of Souls (2015) y Senjutsu (2021). Smith asegura que su técnica mejoró considerablemente cuando salió de la banda en 1990, particularmente tras su asociación con el guitarrista Roy Z. Desde su regreso a Iron Maiden ha continuado experimentando con distintas afinaciones (algo que puso en práctica desde su época en Psycho Motel), afirmando que ha tocado en afinación drop D en versiones en vivo de "Run to the Hills", "Wrathchild", "The Trooper" y "Hallowed Be Thy Name". Aunque Smith era reconocido por componer canciones de poca duración y de corte más comercial, desde su regreso a la banda empezó a componer canciones más extensas y complejas, iniciando con "Paschendale" de Dance of Death.
Smith aportó la guitarra líder, el bajo y los coros en el álbum Awoken Broken en un proyecto colaborativo junto al cantante Mikee Goodman de la banda de metal progresivo Sikth titulado Primal Rock Rebellion. El álbum fue publicado el 27 de febrero de 2012. La canción "I See Lights" fue publicada en el sitio oficial de la banda el 2 de enero y podía ser descargada de manera gratuita.
En el 2021 Adrian se unió con el guitarrista Richie Kotzen (Poison, Mr Big) en un proyecto y sacaron en marzo su disco Smith/ Kotzen del que  han dicho que posiblemente saquen un segundo álbum.

## Estilo
Adrian Smith es conocido por su estilo versátil y altamente melódico y su habilidad para componer. En su haber tiene los clásicos 2 Minutes to Midnight, Flight of Icarus, The Prisoner, Wasted Years, The Evil That Men Do, etc. Por su estilo diferente al de Dave Murray, se puede identificar en las armonías de guitarras gemelas características del Maiden de los años. Sus compañeros aseguran que su guitarra es sobre la cual se hila todo el sonido de la banda.Actualmente toca en un tono más grave que Murray y Gers, lo que le da un rango mayor a la armonía de las guitarras.

## Vida personal
Adrian Smith nació en el hospital de Hackney y creció muy cerca de la residencia de su amigo de infancia y compañero de banda, Dave Murray. Smith, cuyo padre era un pintor y decorador del distrito de Homerton, es el menor de sus hermanos. Tiene un hermano mayor llamado Patrick y una hermana llamada Kathleen. De niño era fanático del Manchester United, sin embargo perdió el interés en el fútbol cuando se convirtió en músico profesional.
En su tiempo libre, Smith se dedica a la pesca, revelando que solía llevar "gusanos y lombrices" cuando salía de gira. Además, apareció en la portada de la revista especializada en pesca Angler's Mail el 25 de agosto de 2009. Ha estado casado por más de veinte años con su esposa canadiense, Nathalie Dufresne-Smith, quien en la actualidad trabaja para Maiden Flight, una organización dedicada a defender los derechos de pacientes con cáncer. La pareja tiene tres hijos, Dylan, Natasha y Brittany.

## Equipo

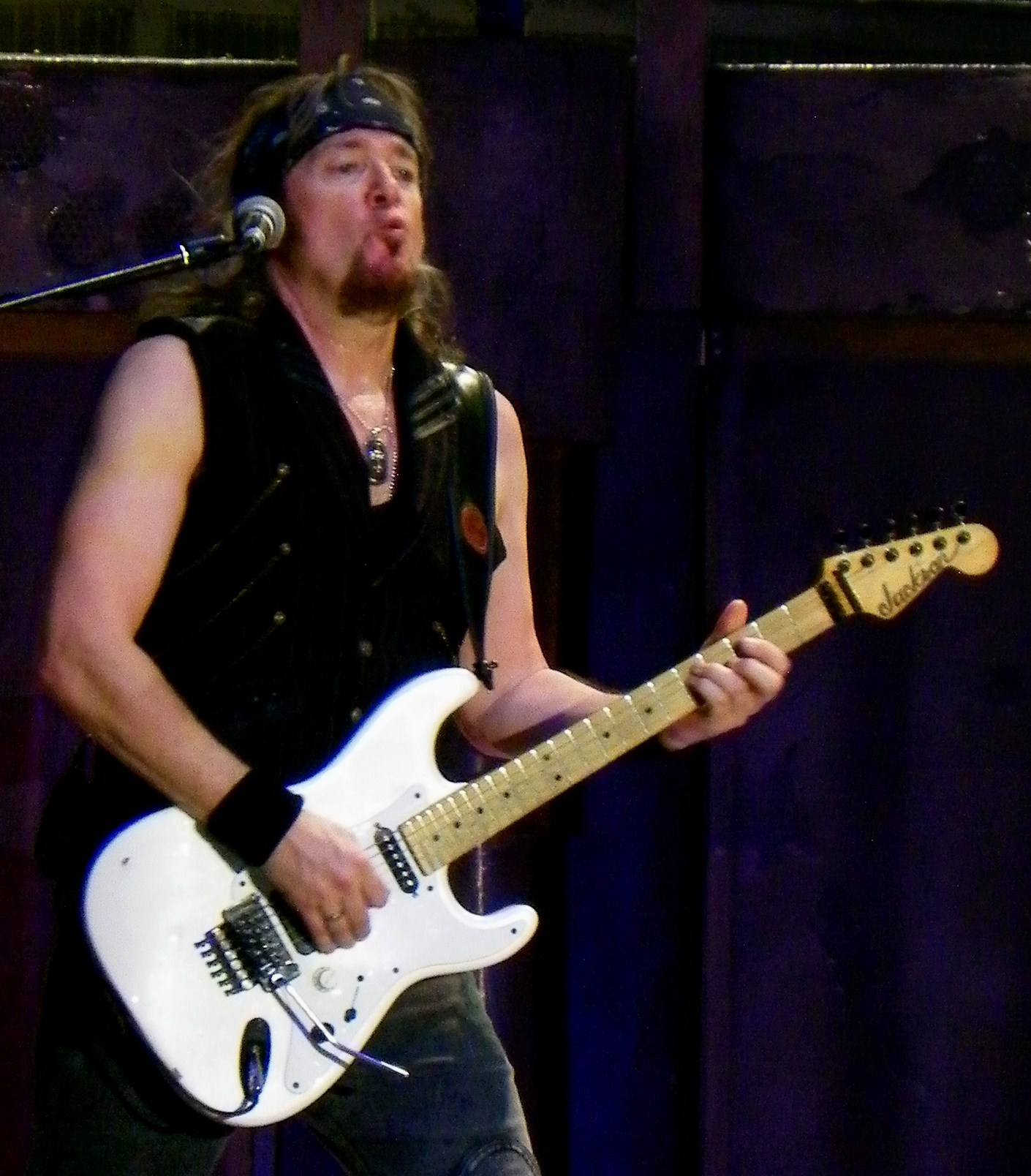
Smith tocando una guitarra Jackson.

Smith actualmente prefiere usar su Jackson San Dimas personalizada, aunque ha utilizado una variedad de guitarras en su carrera, incluyendo varios modelos Dean diferentes, varios modelos de Jackson, incluyendo el modelo de Randy Rhoads, Fender Stratocasters (incluyendo tres Fender Floyd Rose Classic), Gibson Les Pauls, Gibson Explorers, Gibson SGs, Ibanez Destroyer, Hamer Scarab y guitarras Lado. En el DVD A Matter of Life and Death menciona que la primera guitarra decente que compró fue una Gibson Les Paul Goldtop, por la que pagó 235 libras esterlinas cuando tenía 17 años. Todavía la usa hasta el día de hoy, afirmando que es probablemente la mejor guitarra que tiene. En agosto de 2008, una de sus guitarras Jackson fue robada de su camerino en una presentación de Iron Maiden en Grecia.
Antes de la segunda presentación en Los Ángeles de la gira The Book Of Souls en 2016, Adrian recibió dos nuevas guitarras de la tienda custom Jackson, una Jackson X-stroyer de color rojo y una Sunburst verde con cuello y diapasón de arce con una pastilla Seymour Duncan JB en posición de puente. Esta última es actualmente su guitarra principal y fue la base de la nueva versión del modelo emblemático de Jackson Adrian Smith en Trans Green, lanzada en 2017.

## Discografía
| - "Black Leather Fantasy" (1977) - "She's A Roller" (1977) - Urchin (2004) - Killers (1981) - The Number of the Beast (1982) - Piece of Mind (1983) - Powerslave (1984) - Somewhere in Time (1986) - Seventh Son of a Seventh Son (1988) - Brave New World (2000) - Dance of Death (2003) - A Matter of Life and Death (2006) - The Final Frontier (2010) - The Book of Souls (2015) - Senjutsu (2021) - Silver and Gold (1989) - State of Mind (1996) - Welcome to the World (1997) | - Accident of Birth (1997) - The Chemical Wedding (1998) - Awoken Broken (2012) - Smith/Kotzen (2021) - Earthshaker – Earthshaker (1983) – "Dark Angels (Animals)" (créditos en composición solamente) - Obús – "El que más" (créditos de composición de la canción “Alguien”) (1984) - Hear 'n Aid – "Stars" (1985) - Iron Maiden – Live at Donington (1992) – "Running Free" - Michael Kiske – Instant Clarity (1996) – "The Calling", "New Horizons", "Hunted" - Humanary Stew: A Tribute to Alice Cooper (también publicado como: Welcome to Nightmare: An All-Star Salute To Alice Cooper) (1998) – "Black Widow" - Dave Colwell – Guitars, Beers & Tears (2010) – Voz en "Reach Out", voz y guitarra en "Make Up Your Mind" - Kym Mazelle – Destiny (2010) – Productor, compositor, guitarra, bajo y voz en "My Shoes" - The Royal Philharmonic Orchestra Plays the Music of Rush (2012) – "Red Barchetta" - Celtic Pride – Light Up The Sky (2012) – Solo de guitarra en "The Patriot" - Royal Philharmonic Orchestra - Plays Prog Rock Classics (2015) - "Red Barchetta" - Bruce Dickinson - Scream for Me Sarajevo (Music from the Motion Picture) (2018) - "Darkside of Aquarius", "Road to Hell", "Arc of Space", "Omega" |

## Literatura
- Wall, Mick (2004). Iron Maiden: Run to the Hills, the Authorised Biography (tercera edición). Sanctuary Publishing. ISBN 1-86074-542-3.